# Michala Hartigová
Michala Hartigová (nacida el 14 de noviembre de 1983 en Pardubice) es una jugadora de baloncesto checa. Consiguió 2 medallas en competiciones oficiales con la República Checa.